# The Sims
The Sims er et computerspil udviklet af Maxis, der udover The Sims er kendt for SimCity. I The Sims skal man styre sine personer i sin egen familie, og bl.a. opbygge huset og sørge for alle de hårde pligter i dagligdagen.
Der er mange sjove detaljer i spillet. F.eks. kan man flere steder i spillet finde ting, der blot er lavet for at drille Maxis' direktør, Will Wright. Eksempelvis en spillemaskine, hvor man skal slå Will Wright, når han stikker hovedet op af hullerne.
Man kan downloade objekter fra internettet og lægge dem direkte ind i sit spil. Det er også muligt at købe udvidelsespakker til spillet. I hver pakke er der normalt et nyt sted man kan besøge og ca. 125 nye genstande som for eksempel tøj, møbler, frisurer og jobmuligheder.
Der er i alt fire The Sims-grundpakker (The Sims, The Sims 2, The Sims 3 og The sims 4( er ikke Udviklet af Maxis)) med tilhørende udvidelsespakker. The Sims 4 udkom i Efteråret 2014.

## Udvidelser
- The Sims: Livin' It Up – I USA The Sims: Livin' Large. Denne udvidelsespakke indeholder hovedsageligt flere ting (møbler, byggebjekter og tøj) til Simmerne. Sælges sammen med grundspillet som "The Sims Deluxe Edition".
- The Sims: House Party. Denne udvidelsespakke fokuserer på at arrangere forskellige former for fester, såsom gallafester og karneval.
- The Sims: Hot Date. Her gælder det om at date. Udvidelsen introducerer en ny bydel med restauranter og butikker.
- The Sims: On Holiday, – I USA The Sims: Vacation. Simmerne kan nu holde ferie på ferieøen.
- The Sims: Unleashed. Med denne udvidelse kan man tilføje kæledyr (hunde og katte) til Sim-familierne. Simmerne bliver også i stand til at dyrke grøntsager i deres haver. Nabolaget udvides med "den gamle bydel".
- The Sims: Superstar. Udvidelsen introducerer "Studiebyen", hvor Simmerne kan gøre karriere som fotomodel, skuespiller eller sanger.
- The Sims: Makin' Magic. I den sidste udvidelsespakke bliver Simmerne i stand til at udføre magi.